# KT88

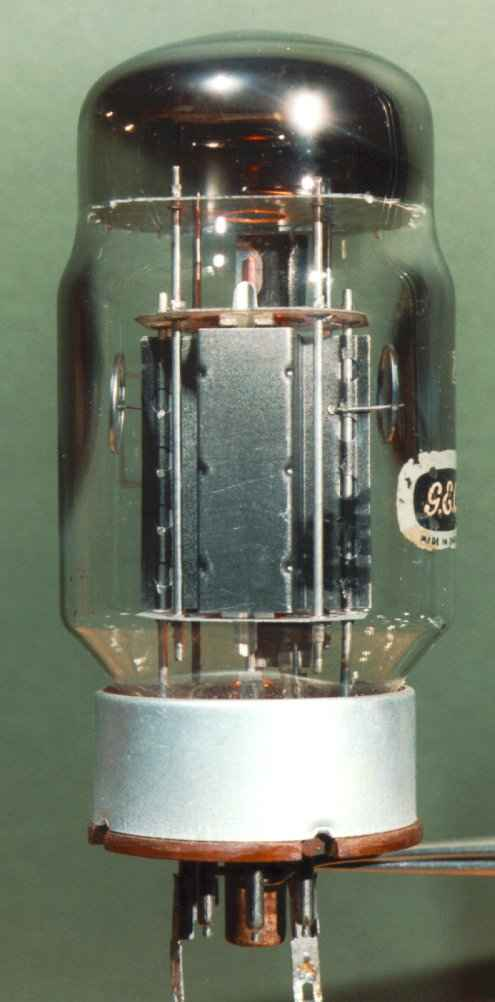
Elektronka KT88

KT88 je výkonová elektronka – svazková tetroda pro použití v audiotechnice.

## Základní informace
Má standardní oktalovou patici se stejným zapojením jako elektronky EL34, nebo 6L6. Byla navržena speciálně pro použití v audiotechnice. Má stejné hodnoty jako americká 6550. Harmonické zkreslení dosahuje jen 2,5%, jediná elektronka je schopná poskytnout anodový výkon 42W.

## Historie
Představena byla v roce 1956 jako výkonnější verze KT66 společností GEC. Historicky byla oblíbenější mezi konstruktéry Hi-Fi zesilovačů, než mezi konstruktéry kytarových zesilovačů, to díky jejímu malému zkreslení.

## Technická data
- žhavení = 6,3V/1,6A
- napětí anody = 250V(800Vmax)
- napětí 2. mřížky = 250V(600Vmax)
- proud anodou = 140mA
- proud katodou = 230mAmax
- proud 2. mřížkou = 7mAmax
- napětí 1. mřížky = −15V (−200Vmax)
- výkon anodový = 42Wmax
- výkon 2. mřížky = 8Wmax
- zesilovací činitel = 8